# Понд-Орей (округ, Вашингтон)
Шаблон:StateAbbr_ 48°32′ пн. ш. 117°17′ зх. д. / 48.53° пн. ш. 117.28° зх. д.
Округ Понд-Орей (англ. Pend Oreille County) — округ (графство) у штаті Вашингтон, США. Ідентифікатор округу 53051.

## Історія
Округ утворений 1911 року.

## Демографія
За даними перепису 2000 року загальне населення округу становило 11732 осіб, усе сільське. Серед мешканців округу чоловіків було 5881, а жінок — 5851. В окрузі було 4639 домогосподарств, 3260 родин, які мешкали в 6608 будинках. Середній розмір родини становив 2,98.
Віковий розподіл населення поданий у таблиці:
| Стать    | До 15 років | 15-21 | 22-29 | 30-39 | 40-49 | 50-65 | 65-85 | Понад 85 |
| -------- | ----------- | ----- | ----- | ----- | ----- | ----- | ----- | -------- |
| Чоловіки | 1272        | 539   | 296   | 629   | 1033  | 1273  | 794   | 45       |
| Жінки    | 1200        | 524   | 320   | 751   | 988   | 1157  | 827   | 84       |

## Суміжні округи
- Сентрал-Кутеней, Британська Колумбія, Канада — північ
- Баундері, Айдахо — схід
- Боннер, Айдахо — схід
- Спокен — південь
- Стівенс — захід

## Виноски
1. ↑  US Decennial Census. US Census Bureau. Архів оригіналу за 19 липня 2018. Процитовано 7 січня 2014.
2. ↑  Historical Census Browser. University of Virginia Library. Архів оригіналу за 11 серпня 2012. Процитовано 7 січня 2014.
3. ↑  Population of Counties by Decennial Census: 1900 to 1990. US Census Bureau. Архів оригіналу за 2 лютого 2019. Процитовано 7 січня 2014.
4. ↑  Census 2000 PHC-T-4. Ranking Tables for Counties: 1990 and 2000 (PDF). US Census Bureau. Архів оригіналу (PDF) за 18 грудня 2014. Процитовано 7 січня 2014.
5. ↑  State & County QuickFacts. US Census Bureau. Архів оригіналу за 7 червня 2011. Процитовано 7 січня 2014.(англ.) Наведено за англійською вікіпедією.
6. ↑  American FactFinder. Бюро перепису населення США. Архів оригіналу за 26 лютого 2012. Процитовано 31 січня 2008.

| США | Це незавершена стаття з географії США. Ви можете допомогти проєкту, виправивши або дописавши її. |